# São João das Missões
São João das Missões este un oraș în Minas Gerais (MG), Brazilia.